# Lao Lishi
Lao Lishi (chiń. 勞麗詩; pinyin Láo Lìshī (ur. 12 grudnia 1987) – chińska skoczkini do wody. Dwukrotna medalistka olimpijska z Aten.
Zawody w 2004 były jej jedynymi igrzyskami olimpijskimi. Po złoto sięgnęła w skokach synchronicznych z wieży dziesięciometrowej, partnerowała jej Li Ting. Indywidualnie w skokach z wieży zajęła drugie miejsce, za Australijką Chantelle Newbery. W skokach synchronicznych z wieży w 2003 sięgnęła po tytuł mistrzyni świata, wspólnie z Li Ting i była druga indywidualnie. W 2002 zdobyła złoto na igrzyskach azjatyckich (skoki z wieży indywidualnie).